# لورنتزوایلر
لورنتزوایلر (به لوکزامبورگی: Luerenzweiler) یک شهرداری در استان مرش کشور لوکزامبورگ است که ۲۹٫۸۵ کیلومترمربع مساحت دارد و جمعیت آن در سال ۲۰۰۹ میلادی ۲۹۸۵ نفر بوده‌است.